# MRNA-Lokalisierung
mRNA-Lokalisierung (mRNA localization) ist ein Prozess, bei dem die mRNA-Moleküle zu bestimmten Orten in der Zelle gezielt transportiert werden, anstatt einer zufälligen Ausbreitung. Sie dient der Etablierung von Unterschieden zwischen genetisch identischen Zellen, was eine Grundlage der Vielfalt innerhalb eines mehrzelligen Organismus darstellt.

## Funktionsweise
Alle Zellen eines Organismus tragen die gleiche genetische Information. Das, worin sie sich voneinander unterscheiden, wird dadurch bestimmt, in welcher Zelle, wo, zu welchem Zeitpunkt und in welcher Menge welches Protein exprimiert wird. Proteine entstehen durch Translation aus der mRNA. Aus der lokalisierten mRNA können Proteine entstehen, die als Regulatoren dienen und die Expression von anderen Proteinen beeinflussen können. Somit kann von der Zelle die Menge des Proteins an einer bestimmten Stelle durch gezielte Lokalisierung der mRNA reguliert werden. Die lokalisierten mRNAs codieren meistens für Transkriptions-Repressoren, Transkriptions-Aktivatoren, zelluläre Signalproteine und RNA-bindende Proteine.
RBPs (RNA-bindende Proteine)
RBPs binden an die mRNA und üben mehrere Funktionen aus. Sie vermitteln den Transport, den Schütz der RNA vor der Degradation, die Verankerung der RNA, Translation und die Regulation der Translation, da während des Transports der mRNA keine Translation stattfinden darf.
Mechanismen zur Kontrolle der RNA-Lokalisierung
Cis-acting Elemente sind Sequenzen der RNA oder DNA, die zwar nicht in Protein übersetzt werden, die aber das Molekül selbst beeinflussen. Dazu gehört auch 3‘-UTR-Sequenz, die bei dem Transport der mRNA auf einen bestimmten Ort hilft.
1.       RNA-Lokalisierung durch Vermittlung des aktiven und direkten Transports (directed transport along a polarized cytoskeleton)
Die RNAs können entlang der Cytoskelett-Elemente transportiert werden (Aktinfilamente, Mikrotubuli). In diesem Fall bindet die 3‘-UTR-Sequenz der mRNA ein Adaptorprotein (ein RBP), das gleichzeitig auch an ein Motorprotein bindet, das sich entlang der Aktinfilamente oder Mikrotubuli bewegt. Beispielsweise bewegt sich das Motorprotein Myosin entlang eines Aktinfilaments in der Richtung vom Minuspol zum Pluspol des Filaments.
2.       RNA-Lokalisierung durch Vermittlung der lokalen Stabilität (localized protection from degradation)
Manche mRNAs sind nur in einem bestimmten Bereich der Zelle stabil, an anderen werden sie abgebaut. Die Stabilisierung der mRNA an der richtigen Stelle wird dadurch vermittelt, dass die 3‘-UTR-Sequenz von speziellen RBPs erkannt wird, die die Schutzmechanismen in Gang setzen.
3.       RNA-Lokalisierung durch Einfangen und Verankerung von diffundierenden mRNAs (diffusion-coupled local entrapment)
Bei Drosophila melanogaster (späte Oogenese) und Xenopus laevis (frühe Oogenese) wurde beobachtet, dass mRNAs durch Zytoplasmaströmung und Diffusion innerhalb der Eizelle verteilt werden. Statt eines gerichteten Transports über das Cytoskelett gelangen die mRNAs so zufällig in bestimmte Zellbereiche, wo sie dann durch Aktin-basierte Strukturen eingefangen und verankert werden (z. B. im Zellkortex).

## Bedeutung
Auf die hohe Bedeutung der mRNA-Lokalisierung weist hin, inwiefern sie zwischen den Spezies konserviert ist. Sie wurde beispielsweise in Saccharomyces cerevisiae, Drosophila melanogaster, Xenopus laevis-Oozyten, Fibroblasten, Ascidien-Eiern, Neuronen und anderen Zellen beschrieben. Es wurde auch gezeigt, dass 70 % der Proteine in Drosophilla Melanogaster in klar abgegrenzten räumlichen Mustern exprimiert werden.
Einzelne mRNAs zu transportieren ist thermodynamisch günstiger, als ganze große Proteinmoleküle. Beim Proteintransport muss jedes einzelne Protein transportiert werden, wohingegen, wenn eine mRNA in eine Lokation transportiert wird, kann es durch wiederholte Translation zu mehreren Proteinen exprimiert werden.
Die durch mRNA-Lokalisierung bewirkte hohe lokale Proteinkonzentration, kombiniert mit der Kotranslation verschiedener Untereinheiten, erhöht die Wahrscheinlichkeit, dass sich diese zu großen Makromolekülkomplexen zusammenlagern. Proteine, die durch mRNA-Lokalisierung lokal translatiert werden unterscheiden sich strukturell und funktionell von denjenigen, die nicht lokal translatiert wurden. Mit einer höheren Wahrscheinlichkeit besitzen sie Domänen, die Protein-Protein Interaktionen fördern. Sie unterliegen öfteren posttranslationalen Modifikationen und einer strengeren Regulation der Expression. Eine Studie von Weatheritt et al.  (2014) legt nahe, dass die mRNA-Lokalisierung die Wechselwirkungspräzision zwischen Proteinen und die Signalempfindlichkeit verbessert.
mRNA-Lokalisierung verhindert ektopisches Verhalten, d. h. sie verhindert, dass Proteine an einem falschen Ort im Zellinneren gebildet oder aktiv werden. Sie stellt sicher, dass Proteine in der richtigen Zeit an der richtigen Stelle hergestellt werden. In der Fähigkeit der Proteine, eine bestimmte Aktivität auszuüben besteht nämlich ein Unterschied zwischen den frisch translatierten naszierenden Proteinen und den älteren früher hergestellten.  Z. B. zeigen sie eine andere Affinität für Chaperone, die für ihre dreidimensionale Faltung und somit auch die Funktionalität sehr wichtig sind. Außerdem bestehen auch in den posttranslationalen Modifikationen Unterschiede, was auch beeinflusst, wie sie reagieren. Deshalb nutzt die Zelle dieses Mechanismus, um den Zeitpunkt der Proteinbiosynthese zu regulieren.